# Thelasis copelandii
Thelasis copelandii är en orkidéart som beskrevs av Friedrich Fritz Wilhelm Ludwig Kraenzlin. Thelasis copelandii ingår i släktet Thelasis och familjen orkidéer. Inga underarter finns listade i Catalogue of Life.